# Judi Dench
Pour les articles homonymes, voir Dench.
Judith Dench, dite Judi Dench ([ˈd͡ʒuːdi ˈdɛnt͡ʃ ]), est une actrice britannique, née le 9 décembre 1934 à York (Yorkshire du Nord).
Considérée au Royaume-Uni comme l'une des plus grandes actrices de théâtre de l'après-guerre, elle a interprété autant de rôles classiques que de personnages modernes. Actrice shakespearienne avant tout, elle est également mondialement connue pour avoir interprété M dans sept James Bond, de 1995 à 2012.
Elle remporte l'Oscar de la meilleure actrice dans un second rôle pour Shakespeare in Love en 1999, ainsi que deux Golden Globes, un Tony Award, dix BAFTA et sept Laurence Olivier Awards.
En 1988, elle est élevée au rang de dame commandeur (DBE) de l'ordre de l'Empire britannique par la reine Élisabeth II. En 2005, elle est nommée à l'ordre des compagnons d'honneur.

## Biographie

### Jeunesse et études
Judith Olivia Dench est née en 1934 à York d'une mère irlandaise et d'un père anglais, médecin (il était notamment médecin généraliste au York Theatre Royal, et sa mère était costumière, ce qui lui donne des contacts réguliers avec le monde du théâtre). Intéressée par ce domaine, elle se forme à la Central School of Speech and Drama, avec comme camarade de classe Vanessa Redgrave.

### Carrière théâtrale

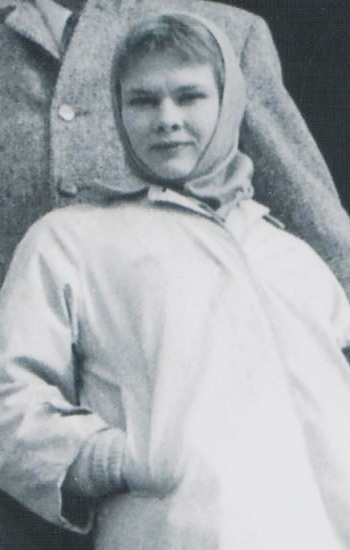
Dench jouant pour le Théâtre Old Vic à Belgrade, en 1959.

Elle fait ses débuts sur scène en septembre 1957 à Liverpool au Royal Court Theatre avec la troupe du Théâtre Old Vic dans Hamlet en jouant Ophélie. En 1961, elle rejoint la Royal Shakespeare Company et participe à de nombreuses mises en scène de cette troupe à Stratford-upon-Avon et à Londres au cours des deux décennies suivantes, remportant plusieurs prix.

### Cinéma
En 1964, elle joue son premier rôle au cinéma dans Le Secret du docteur Whitset de Charles Crichton.
Cantonnée la plupart du temps à des seconds rôles, l'actrice est remarquée en 1986 pour son interprétation dans Chambre avec vue, aux côtés d'une autre grande figure du théâtre britannique, Maggie Smith, née comme elle en 1934 et qu'elle retrouvera dans Un thé avec Mussolini (1999) de Franco Zeffirelli, Les Dames de Cornouailles (2004), Indian Palace (2011) et sa suite Indian Palace : Suite royale (2015) de John Madden.
De par sa formation, elle se tourne naturellement vers les adaptations cinématographiques des pièces de William Shakespeare. Elle est  dirigée par l'un des spécialistes du genre, Kenneth Branagh, dans Henry V (1989) et Hamlet (1996). Ironie du sort, c'est néanmoins grâce à un film évoquant la jeunesse du dramaturge, Shakespeare in Love de John Madden, qu'elle remporte l'Oscar du meilleur second rôle féminin en 1999. Deux ans plus tôt, elle avait remporté le BAFTA de la meilleure actrice pour son interprétation de la reine Victoria dans La Dame de Windsor, également dirigé par John Madden.

### James Bond
Parallèlement à ces rôles « en costumes », Judi Dench se plait aussi à changer de registre. De 1995 à 2012, elle endosse le rôle de M, directrice du Secret Intelligence Service, dans la série des films de James Bond, succédant aux précédents interprètes (notamment Bernard Lee), tous masculins. Elle interprète ce rôle dans GoldenEye en 1995, Demain ne meurt jamais en 1997, Le monde ne suffit pas en 1999, Meurs un autre jour en 2002, Casino Royale en 2006, Quantum of Solace en 2008 et Skyfall en 2012. Le choix de cette actrice pour interpréter ce rôle pourrait tenir au fait que le MI5 britannique a vu arriver à sa tête une femme pour la première fois en 1992, Stella Rimington, qui l'a dirigé jusqu'en 1996.

### Années 2000
Se faisant une spécialité des personnages de femme âgée à la fois hautaine et malicieuse, Judi Dench enchaîne les tournages. En 2004, elle se laisse aussi tenter par la science-fiction dans Les Chroniques de Riddick, la suite de Pitch Black. En 2005, elle se laisse convaincre de tourner Orgueil et Préjugés par Joe Wright, dans le rôle de Lady Catherine de Bourgh, un succès. Pour la convaincre de prendre ce rôle, Joe Wright lui a écrit : « I love it when you play a bitch [ J'adore quand vous jouez une garce] ». En 2006, elle tient le haut de l'affiche dans Madame Henderson présente de Stephen Frears et Les Dames de Cornouailles, où elle retrouve une nouvelle fois Maggie Smith. Puis vient la comédie musicale Nine (2009).
En 2011, elle fait une apparition dans le 4e volet de la saga Pirates des Caraïbes : Pirates des Caraïbes : La Fontaine de Jouvence. En 2012, elle incarne la mère de J. Edgar Hoover dans le film J. Edgar de Clint Eastwood.
En 2013, on la retrouve dans le drame Philomena de Stefan Frears, avec Steve Coogan.
En 2017, elle interprète à nouveau le rôle de la reine Victoria dans le film Confident royal.
Judi Dench a vivement critiqué les préjugés de l'industrie cinématographique à l'encontre des actrices les plus âgées. Elle a déclaré en 2014 : « J'en ai assez qu'on me dise que je suis trop vieille pour essayer quelque chose. Je devrais pouvoir décider par moi-même si je ne peux pas faire certaines choses et ne pas avoir quelqu'un qui me dise que je vais oublier mon texte ou que je vais trébucher et tomber sur le plateau ». Et elle a aussi affirmé au magazine The Hollywood Reporter : « L'âge est un nombre. C'est quelque chose qui vous est imposé. Cela me rend absolument folle quand les gens me disent : "Allez-vous prendre votre retraite ? N'est-il pas temps de vous reposer ? " ».
En 2020, elle fait la couverture du magazine Vogue, devenant la personnalité la plus âgée à faire la couverture de ce magazine.

### Vie privée
Le 5 février 1971, Judi Dench épouse l’acteur britannique Michael Williams (1935-2001). Ils ont une fille, Tara Cressida Frances Williams, surnommée Finty, née le 24 septembre 1972, elle-même comédienne et mère d'un garçon, Sam, né le 6 juin 1997.
Depuis 2010, Judi Dench entretient une relation avec le conservateur David Mills, militant anglais pour la défense de l’environnement et propriétaire d’une réserve naturelle, le British Wildlife Centre. Lors d'un entretien au Times en 2014, elle explique qu'elle ne s'attendait pas à retrouver l'amour après la mort de son mari : « Je n'étais même pas prête à le recevoir […] C'est tout simplement merveilleux. ».
Souffrant d'une maladie dégénérative de l'œil, elle perd peu à peu la vue. Mais elle parvient à assurer son métier grâce à l’aide d’un assistant sur le tournage et à des scripts à la typographie élargie qui lui permettent de lire. Fin mai 2024 elle laisse entendre qu’elle prendrait sa retraite.

## Théâtre
Parmi ses nombreux rôles au théâtre, peuvent-être cités en particulier :
- 1957 : Hamlet, rôle d'Ophélie, au Théâtre Old Vic (le rôle qui la révèle)
- 1961 : Mesure pour mesure, rôle d'Isabelle, pour la Royal Shakespeare Company, une mise en scène de Peter Brook
- 1984 : Mère Courage et ses enfants, rôle de Mère Courage, pour la Royal Shakespeare Company,
- 1997 : Amy's View de David Hare, rôle d'Esme, au Royal National Theatre,
- 2006 : Hay Fever de Noël Coward, rôle de Judith Bliss, au Theatre Royal Haymarket,
- 2013 : Peter and Alice de John Logan , dans le rôle d'Alice Liddell, première représentation de cette pièce au Noël Coward Theatre.

En 1988, elle met en scène Beaucoup de bruit pour rien,  pour la Renaissance Theatre Company.

## Filmographie

### Comme actrice

#### Cinéma
- 1964 : Le Secret du docteur Whitset (The Third Secret) de Charles Crichton : Miss Humphries
- 1965 : Quatre Heures du matin (Four in the Morning) d'Anthony Simmons : l'épouse
- 1965 : Sherlock Holmes contre Jack l'Éventreur (A Study in Terror) de James Hill : Sally
- 1965 : He Who Rides a Tiger de Charles Crichton : Joanne
- 1968 : Le Songe d'une nuit d'été de Peter Hall : Titania
- 1973 : Luther d'Eric Till : Katherine
- 1974 : Dead Cert de Tony Richardson : Laura Davidson
- 1985 : The Angelic Conversation de Derek Jarman : Narratrice
- 1985 : Wetherby de David Hare : Marcia Pilborough
- 1985 : Chambre avec vue (A Room with a View) de James Ivory : Eleanor Lavish, la romancière à Florence
- 1987 : 84, Charing Cross Road de David Hugh Jones : Nora Doel
- 1988 : Une poignée de cendre (A Handful of Dust) de Charles Sturridge : Mme Beaver
- 1989 : Henry V de Kenneth Branagh : Mistress Quickly
- 1995 : Jack et Sarah (de Tim Sullivan : Margaret
- 1995 : GoldenEye de Martin Campbell : M
- 1996 : Hamlet de Kenneth Branagh : Hecuba (version longue)
- 1997 : La Dame de Windsor (Mrs Brown) de John Madden : la reine Victoria
- 1997 : Demain ne meurt jamais (Tomorrow Never Dies) de Roger Spottiswoode : M
- 1998 : Shakespeare in Love de John Madden : Élisabeth Ire
- 1999 : Un thé avec Mussolini (Tea with Mussolini) de Franco Zeffirelli : Arabella
- 1999 : Le monde ne suffit pas (The World Is Not Enough) de Michael Apted : M
- 2000 : Le Chocolat (Chocolat) de Lasse Hallström : Armande Voizin
- 2001 : Iris (Iris) de Richard Eyre : Iris Murdoch
- 2001 : Terre Neuve (The Shipping News) de Lasse Hallström : Agnis Hamm
- 2002 : L'Importance d'être Constant (The Importance of Being Earnest) d'Oliver Parker : Lady Bracknell
- 2002 : Meurs un autre jour (Die Another Day) de Lee Tamahori : M
- 2004 : La ferme se rebelle (Home on the Range) de Will Finn et John Sanford : Mrs Caloway (voix)
- 2004 : Les Chroniques de Riddick (The Chronicles of Riddick) de David Twohy : Aereon
- 2004 : Les Dames de Cornouailles (Ladies in Lavender) de Charles Dance : Ursula
- 2005 : Madame Henderson présente (Mrs Henderson Presents) de Stephen Frears : Laura Henderson
- 2005 : Orgueil et Préjugés (Pride & Prejudice) de Joe Wright : Lady Catherine de Bourg
- 2006 : Casino Royale de Martin Campbell : M
- 2007 : Chronique d'un scandale (Notes on a Scandal) de Richard Eyre : Barbara Covett
- 2008 : Quantum of Solace de Marc Forster : M
- 2009 : Rage de Sally Potter : Mona Carvell
- 2010 : Nine de Rob Marshall : Liliane La Fleur
- 2011 : Pirates des Caraïbes : La Fontaine de Jouvence (Pirates of the Caribbean: On Stranger Tides) de Rob Marshall : Vieille noble
- 2011 : My Week with Marilyn de Simon Curtis : Dame Sybil Thorndike
- 2011 : Jane Eyre de Cary Joji Fukunaga : Mrs. Fairfax
- 2011 : J. Edgar de Clint Eastwood : Anne Marie Hoover
- 2012 : Stars in Shorts, court-métrage Friend Request Pending de Chris Foggin : Mary
- 2012 : Indian Palace (The Best Exotic Marigold Hotel) de John Madden : Evelyn
- 2012 : Skyfall de Sam Mendes : M
- 2014 : Philomena de Stephen Frears : Philomena Lee
- 2015 : Esio Trot de Dearbhla Walsh : Mrs. Lavinia Silver
- 2015 : Indian Palace : Suite royale (The Second Best Exotic Marigold Hotel) de John Madden : Evelyn
- 2015 : 007 Spectre (Spectre) de Sam Mendes : Olivia Mansfield, l'ancienne M (non créditée)
- 2016 : Miss Peregrine et les Enfants particuliers (Miss Peregrine's Home for Peculiar Children) de Tim Burton : Miss Esmeralda Avocette
- 2017 : Tulip Fever de Justin Chadwick : l’abbesse de Ste Ursula
- 2017 : Confident royal (Victoria and Abdul) de Stephen Frears : la Reine Victoria
- 2017 : Le Crime de l'Orient-Express (Murder on the Orient Express) de Kenneth Branagh : princesse Natalya Dragomiroff
- 2018 : All Is True de Kenneth Branagh : Anne Shakespeare
- 2019 : Red Joan de Trevor Nunn : Joan Stanley
- 2019 : Cats de Tom Hooper : Old Deuteronomy
- 2020 : Artemis Fowl de Kenneth Branagh : Commander Root
- 2020 : L'esprit s'amuse (Blithe Spirit) d'Edward Hall  : Cecily Arcati
- 2020 : Six Minutes to Midnight d’Andy Goddard : Miss Rocholl
- 2021 : Belfast de Kenneth Branagh : Grand-mère
- 2021 : Off the Rails de Jules Williamson : Diana
- 2022 : Spirited : L'Esprit de Noël (Spirited) de Sean Anders : elle-même
- 2022 : Allelujah de Richard Eyre : Mary Moss

#### Télévision
- 1966 : Talking to a Stranger : Terry
- 1966 : Days to Come : Elizebeth Moris
- 1978 : La Comédie des erreurs : Adriana
- 1978 : Langrishe Go Down : Imogen Langrishe
- 1979 : Macbeth de Philip Casson : Lady Macbeth
- 1979 : On Giant's Shoulders : Hazel Wiles
- 1980 : The Cherry Orchard : Madame Ranevskaya
- 1980 : À la poursuite de l'amour (Love in a Cold Climate) : Tante Sadie (Lady Alconleigh)
- 1981 : Going Gently : Sœur Scarli
- 1981 : A Fine Romance : Laura Dalton
- 1983 : Saigon: Year of the Cat : Barbara Dean
- 1985 : Mr and Mrs Edgehill : Dorrie Edgehill
- 1985 : The Browning Version : Millie Crocker-Harris
- 1986 : Ghosts : Mrs Alving
- 1989 : Behaving Badly : Bridget Mayor
- 1990 : Can You Hear Me Thinking? : Anne
- 1991 : Absolute Hell : Christine Foskett
- 1991 : James Bond Jr : Barbara Mawdsley (voix de M)
- 1992 - 2002, 2005 : As Time Goes By (en) : Jean Pargetter / Jean Hardcastle
- 1992 : The Torch : Aba
- 1994 : Middlemarch : George Eliot (voix)
- 2000 : The Last of the Blonde Bombshells : Elizabeth
- 2001 : Angelina Ballerina : Miss Lilly (voix)
- 2002 : Richard Rodgers: Some Enchanted Evening : interprète de Sixteen Going on Seventeen
- 2007-2009 : Cranford : Matilda « Matty » Jenkyns
- 2015 : Un amour de tortue (Roald Dahl's Esio Trot) : Madame Silver
- 2016 : The Hollow Crown : Cecily, Duchesse d'York (saison 2, épisode 3, Richard III)
- 2020 : Staged : elle-même

### Comme réalisatrice
- 1989 : Look Back in Anger (téléfilm)

## Distinctions

### Décorations et honneurs
- 1988 : Dame commandeur de l'ordre de l'Empire britannique (DBE)[12]
- 2005 : Membre de l'ordre des compagnons d'honneur (CH)[13]
- 2008 : Docteur honoris causa de l'université de St Andrews
- 2017 : Docteur honoris causa de l'université Harvard[14]

### Récompenses
- 19e cérémonie des British Academy Film Awards 1966 : Révélation dans un rôle principal pour Quatre Heures du matin (1965).
- 1977 : Laurence Olivier Awards de la meilleure actrice dans la reprise d'une pièce pour Macbeth (1976).
- 1980 : Laurence Olivier Awards de la meilleure actrice dans la reprise d'une pièce pour Junon et le Paon (1979).
- 1983 : Laurence Olivier Awards de la meilleure actrice dans une nouvelle pièce pour Pack of Lies (1982).
- 40e cérémonie des British Academy Film Awards 1987 : Meilleure actrice dans un second rôle pour Chambre avec vue (1986).
- 1987 : Laurence Olivier Awards de la meilleure actrice dans une pièce pour Antoine et Cléopâtre (1986).
- 42e cérémonie des British Academy Film Awards 1989 : Meilleure actrice dans un second rôle pour Une poignée de cendre (1988).
- 1996 : Laurence Olivier Awards de la meilleure actrice dans une comédie musicale pour A Little Night Music (1996) et dans une pièce pour Absolute Hell (1986).
- 51e cérémonie des British Academy Film Awards 1998 : Meilleure actrice pour La Dame de Windsor (1998).
- 55e cérémonie des Golden Globes 1998 : Meilleure actrice dans un film dramatique pour La Dame de Windsor (1998).
- 52e cérémonie des British Academy Film Awards 1999 : Meilleure actrice dans un second rôle pour Shakespeare in Love '1998).
- 71e cérémonie des Oscars 1999 : Meilleure actrice dans un second rôle pour Shakespeare in Love (1998).
- 5e cérémonie des Screen Actors Guild Awards 1999 : Meilleure distribution pour Shakespeare in Love (1998).
- 53e cérémonie des Tony Awards 1999 : Meilleure actrice dans une pièce pour Amy's View (1998).
- 54e cérémonie des British Academy Film Awards 2001 : Fellowship Award.
- 58e cérémonie des Golden Globes 2001 : Meilleure actrice dans une mini-série ou un téléfilm pour The Last of the Blonde Bombshells (2000).
- 7e cérémonie des Screen Actors Guild Awards 2001 : Meilleure actrice dans un second rôle pour Le Chocolat (2000).
- 55e cérémonie des British Academy Film Awards 2002 : Meilleure actrice pour Iris (2001)  pour le rôle d'Iris Murdoch.
- Laurence Olivier Awards 2004 : Lauréate du Prix honorifique pour l'ensemble de sa carrière.

### Nominations
- Laurence Olivier Awards 1982 : 
  - Meilleure actrice dans une nouvelle pièce pour Other Places (1981).
  - Meilleure actrice dans la reprise d'une pièce pour L'Importance d'être Constant (1981).
- 39e cérémonie des British Academy Film Awards 1986 : Meilleure actrice dans un second rôle pour Wetherby (1985).
- 1992 : Laurence Olivier Awards de la meilleure metteur en scène d'une comédie musicale pour The Boys from Syracuse (1991).
- 1993 : Laurence Olivier Awards de la meilleure actrice pour The Gift of the Gorgon (1992).
- 41e cérémonie des British Academy Film Awards 1988 : Meilleure actrice dans un second rôle pour 84, Charing Cross Road (1987).
- 70e cérémonie des Oscars 1998 : Meilleure actrice pour La Dame de Windsor (1997).
- 1998 : Laurence Olivier Awards de la meilleure actrice pour Amy's View (1997).
- 4e cérémonie des  Screen Actors Guild Awards 1998 : Meilleure actrice pour La Dame de Windsor (1998).

- 56e cérémonie des Golden Globes 1999 : Meilleure actrice dans un second rôle pour Shakespeare in Love (1998).
- 1999 : Laurence Olivier Awards de la meilleure actrice pour Filumena Marturano (1998).
- 5e cérémonie des Screen Actors Guild Awards 1999 : Meilleure actrice dans un second rôle pour Shakespeare in Love (1998).
- 54e cérémonie des British Academy Film Awards 2001 : Meilleure actrice dans un second rôle pour Le Chocolat (2000).
- 58e cérémonie des Golden Globes 2001 : Meilleure actrice dans un second rôle pour Le Chocolat (2000).
- 73e cérémonie des Oscars 2001 : Meilleure actrice dans un second rôle pour Le Chocolat (2000).
- 7e cérémonie des Screen Actors Guild Awards 2001 : 
  - Meilleure actrice dans une mini-série ou un téléfilm pour The Last of the Blonde Bombshells (en) (2000).
  - Meilleure distribution pour Le Chocolat (2000).
- 55e cérémonie des British Academy Film Awards 2002 : Meilleure actrice dans un second rôle pour Terre Neuve (2001).
- 59e cérémonie des Golden Globes 2002 : Meilleure actrice dans un film dramatique pour Iris (2001).
- 74e cérémonie des Oscars 2002 : Meilleure actrice pour Iris (2001).
- 8e cérémonie des Screen Actors Guild Awards 2002 : 
  - Meilleure actrice pour Iris (2001).
  - Meilleure actrice dans un second rôle pour Terre Neuve (2001).
- 2004 : Laurence Olivier Awards de la meilleure actrice dans un second rôle pour Tout est bien qui finit bien (2004).
- 59e cérémonie des British Academy Film Awards 2006 : Meilleure actrice pour Madame Henderson présente (Mrs Henderson Presents) (2005) pour le rôle de Laura Henderson.
- 63e cérémonie des Golden Globes 2006 : Meilleure actrice dans un film musical ou une comédie pour Madame Henderson présente (Mrs Henderson Presents) (2005) pour le rôle de Laura Henderson.
- 78e cérémonie des Oscars 2006 : Meilleure actrice pour Madame Henderson présente (Mrs Henderson Presents) (2005) pour le rôle de Laura Henderson.
- 12e cérémonie des Screen Actors Guild Awards 2006 : Meilleure actrice pour Madame Henderson présente (Mrs Henderson Presents) (2005) pour le rôle de Laura Henderson.
- 60e cérémonie des British Academy Film Awards 2007 : Meilleure actrice pour Chronique d'un scandale (2006).
- 64e cérémonie des Golden Globes 2007 : Meilleure actrice dans un film dramatique pour Chronique d'un scandale (2006).
- 79e cérémonie des Oscars 2007 : Meilleure actrice pour Chronique d'un scandale (2006).
- 13e cérémonie des Screen Actors Guild Awards 2007 : Meilleure actrice pour Chronique d'un scandale (2006).
- 66e cérémonie des Golden Globes 2009 : Meilleure actrice mini-série ou un téléfilm pour Cranford (2008).
- 16e cérémonie des Screen Actors Guild Awards 2010 : Meilleure distribution pour Nine (2009).
- 68e cérémonie des Golden Globes 2011 : Meilleure actrice dans une minisérie ou un téléfilm pour Return to Cranford (2010).
- 65e cérémonie des British Academy Film Awards 2012 : Meilleure actrice dans un second rôle pour My Week with Marilyn (2011).
- 66e cérémonie des British Academy Film Awards 2013 : Meilleure actrice dans un second rôle pour Skyfall  (2012).
- 70e cérémonie des Golden Globes 2013 : Meilleure actrice dans un film musical ou une comédie pour Indian Palace (2012).
- 19e cérémonie des Screen Actors Guild Awards 2013 : Meilleure distribution pour Indian Palace (2012).
- 67e cérémonie des British Academy Film Awards 2014 : Meilleure actrice pour Philomena (2013).
- 71e cérémonie des Golden Globes 2014 : Meilleure actrice dans un film dramatique pour Philomena (2013).
- 86e cérémonie des Oscars 2014 : Meilleure actrice pour Philomena (2013).
- 20e cérémonie des Screen Actors Guild Awards 2014 : Meilleure actrice pour Philomena (2013).
- 94e cérémonie des Oscars 2022 : Meilleure actrice dans un second rôle pour Belfast (2021).

## Voix françaises
En VF, Judi Dench est doublée par diverses comédiennes. Liliane Gaudet (*1930 - 2003), Annie Bertin et Nadine Alari (*1927 - 2016) ont été les voix de "M", tandis que Évelyn Séléna (*1939 - 2025) et Tania Torrens la doublaient en parallèle. Depuis la mort de Nadine Alari, Frédérique Cantrel et Annie Sinigalia qui l'avait doublée en France une fois auparavant, l'ont doublée deux fois supplémentaires et Évelyn Séléna une fois. De plus, Myriam Thyrion l'a doublée deux fois en Belgique également depuis, notamment en 2021 pour Belfast qui lui a valu une nomination aux Oscars.
En VQ, Dench est doublée principalement par Françoise Faucher puis par Élisabeth Chouvalidzé.